# Negoi
Negoi es una comuna ubicada en el distrito de Dolj, Rumania.

## Superficie
Posee una superficie de 50,39 kilómetros cuadrados.

## Demografía
Hasta 2021 la población era de 2298 habitantes, con una densidad de población de 45,60 habitantes por kilómetro cuadrado.